# Мельниченко Сергій Сергійович
Сергі́й Сергі́йович Мельниче́нко (* 1947) — самбіст та дзюдоїст радянських часів, заслужений майстер спорту СРСР.

## Життєпис
На тренуванні Сергія помітив Олександр Сергійович Баланчивадзе та представив Ярославу Волощуку, котрий запросив на тренування. Тренувався у групі Петра Кармалака. Тренувався в часовому проміжку між роботою та вечірньою школою.
Вже через 3 місяці після початку занять Сергій на юнацькій першості Укрради «Динамо» в Симферополі виграє змагання.
1964 року влаштувався на механічний завод — учнем токаря, за кілька місяців вже працював самостійно, щодня після робочої зміни — дві години тренувань, після того — у вечірню школу. Спарингував з такими майстрами, як Анзор Джангобеков, Микола Козицький, Олександр Колисько, Петро Орлов, Петро Лобас.
Підготував чимало майстрів спорту, чемпіонів України та призерів всесоюзних першостей. Серед вихованців — Геннадій Абрамчук, Максим Безкоровайний, Олег Гуменюк, Геннадій Ковальчук, Павло Куцов, Микола Новіков, Олег Прус.
Мешкає в Німеччині, але на іменини приїджає до Києва.

### Спортивні перемоги
- золота медаль чемпіонату СРСР з самбо-1972
- чемпіон Європи з дзюдо-1973 (Мадрид)
- чемпіон Європи з дзюдо-1974 (Лондон)
- бронзова медаль Чемпіонату СРСР з самбо-1969
- бронзова медаль Чемпіонату СРСР з самбо-1973 (Ворбюрг)